# Somapura Mahavihara
Le Somapura Mahavihara ou Paharpur était le plus grand monastère bouddhique d'Asie du Sud. 
Il est parmi les restes de vihara bouddhiques le plus célèbre. Situé à Naogaon (Bangladesh), il est inscrit sur la liste du patrimoine mondial de l'UNESCO depuis 1985, organisation internationale qui a contribué à hauteur de 5,6 millions de dollars pour sa préservation,,.

## Architecture

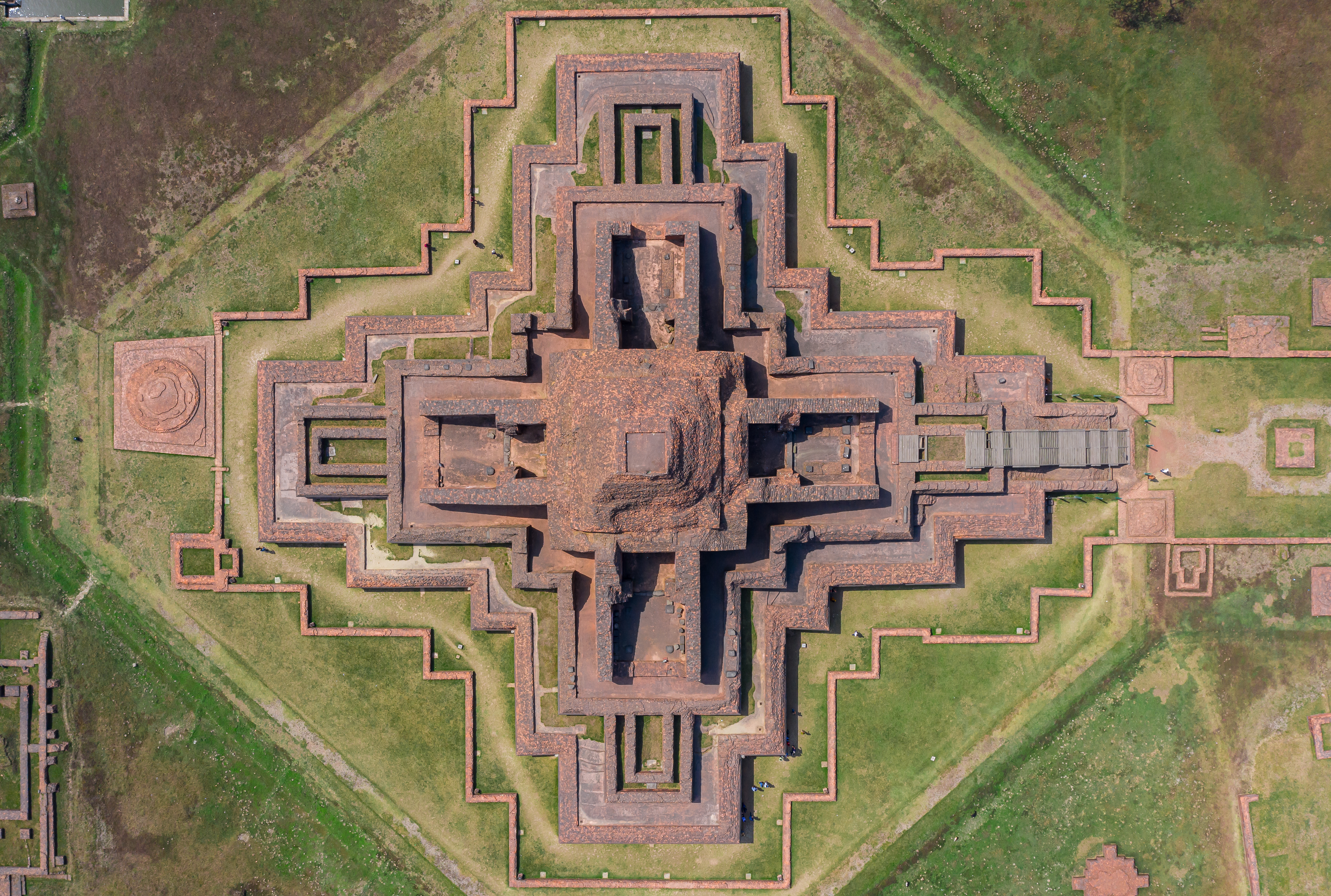
Vue aérienne du Somapura Mahavihara.

La structure, en forme de carré, est composée de 177 cellules utilisées par les moines pour méditer, et d'un stûpa au centre. On trouve également plusieurs autres stûpas dans le complexe, ainsi que des sanctuaires de tailles variées, des plaques en terre cuite, des sculptures en pierre, des inscriptions et gravures, de la monnaie, de la céramique, etc.
Le site abrite les restes d'un vaste monastère bouddhique, Somapura Mahavihara, recouvrant 27 ha. Il était un important centre intellectuel non seulement pour les Bouddhistes, mais aussi pour les Jaïns et les Hindous.

## Histoire
Les excavations ont révélé des sceaux portant l'inscription Shri-Somapure-Shri-Dharmapaladeva-Mahavihariyarya-bhiksu-sangghasya, ce qui identifie le site comme ayant été construit par le second roi Pala, Dharmapala (circa 781 - 821). Des sources tibétaines, dont des traductions des Dharmakayavidhi et Madhyamaka Ratnapradipa, ainsi que l'histoire de Taranatha et le Pag-Sam-Jon-Zang, mentionnent que c'est le successeur de Dharmapala, Devapala (circa 810 - 850) qui le fit construire après sa conquête de Varendra. Des inscriptions sur des piliers portent une mention de la cinquième année du règne du successeur de Devapala, Mahendrapala (circa 850 - 854) accompagné du nom de Bhikhsu Ajayagarbha. Le Pag-Sam-Jon-Long de Taranatha dit que le monastère fut réparé et rénové lors du règne de Mahipala (circa 995 - 1043).
L'inscription Nalanda de Vipulashrimitra indique que le monastère fut détruit dans un incendie qui tua l'ancêtre de Vipulashrimitra, Karunashrimitra, pendant une conquête de l'armée Vanga durant le XIe siècle, probablement par les troupes des rois Varman. Environ un siècle plus tard, Vipulashrimitra restaure le vihara et ajoute un temple dédié à la déesse Tara. Pendant le règne des rois Sena dans la seconde moitié du XIIe siècle, le vihara décline en importance pour être finalement abandonné durant le XIIIe siècle quand la région tombe sous domination musulmane.
Atisha Dipankar Srijnan y séjourne plusieurs années et y traduit le Madhyamaka Ratnapradipa au tibétain.

### Filmographie
- Conférence de Vincent Lefèvre, conservateur du musée Guimet (7 février 2008), intitulée « Paharpur, le plus grand monastère bouddhique d'Asie du Sud »